# I migliori anni della nostra vita (film 2019)
I migliori anni della nostra vita (Les plus belles années d'une vie) è un film francese del 2019 diretto da Claude Lelouch.
È il terzo film sulla storia d'amore tra Jean e Anne, iniziata con Un uomo, una donna.

## Trama
50 anni dopo il  loro primo incontro, Jean-Louis vive in una casa di cura con gravi problemi di memoria, mentre Anne gestisce un negozio ed è madre e nonna a tempo pieno.
Il figlio di Jean-Louis va a trovare Anne e la convince ad andare a trovare il suo vecchio amore Jean, sperando che l’incontro lo aiuti a migliorare il suo stato di salute. I due si incontrano e iniziano a parlare ma senza che Jean riconosca il suo vecchio amore e, nella loro prima conversazione, dopo 20 anni,  parlano della loro storia passata e dei rimpianti di quello che sarebbe potuto essere.
Dopo questo primo incontro, Anne ritornerà a trovare Jean, che in qualche frangente riuscirà a riconoscerla, e così i due ripercorreranno la loro storia tra sogni e ricordi.